# How to play municipality?
How to play municipality? er en dansk dokumentarfilm fra 1972 instrueret af Hubert Guillou og efter manuskript af Mogens Berendt.

## Handling
En beskrivelse af hvordan man "leger kommune" i Gladsaxe. Filmen skal vise (især udlandet) hvorledes en avanceret, dansk kommune fungerer og hvilke faciliteter, borgerne har til rådighed.